# بنی صالح (روستا)
بنی صالح (به عربی: بنی صالح) یک منطقهٔ مسکونی در مصر است که در الفشن واقع شده‌است. بنی صالح ۴٬۴۲۹ نفر جمعیت دارد.